# Córki Mendesa przy pianinie
Córki Catulle’a Mendesa przy pianinie – obraz olejny o wymiarach 163 × 130 cm, autorstwa francuskiego malarza impresjonisty Auguste’a Renoira, namalowany w roku 1888.